# Naziha Hamza
Pour les articles homonymes, voir Hamza.
Naziha Hamza, née le 22 mars 1990, est une lutteuse tunisienne.

## Carrière
Naziha Hamza est médaillée d'or dans la catégorie des moins de 51 kg aux Jeux africains de 2007 à Alger. Dans la catégorie des moins de 48 kg, elle remporte la médaille d'or aux championnats d'Afrique 2008 à Tunis, aux championnats d'Afrique 2009 à Casablanca et aux Jeux méditerranéens de 2009 à Pescara. Elle obtient la médaille de bronze aux championnats du monde juniors 2009 en moins de 48 kg.